# Zalaszentgrót
Zalaszentgrót är en mindre stad i provinsen Zala i Ungern med 6 113 invånare (2020). Staden är belägen i floden Zalas floddal.

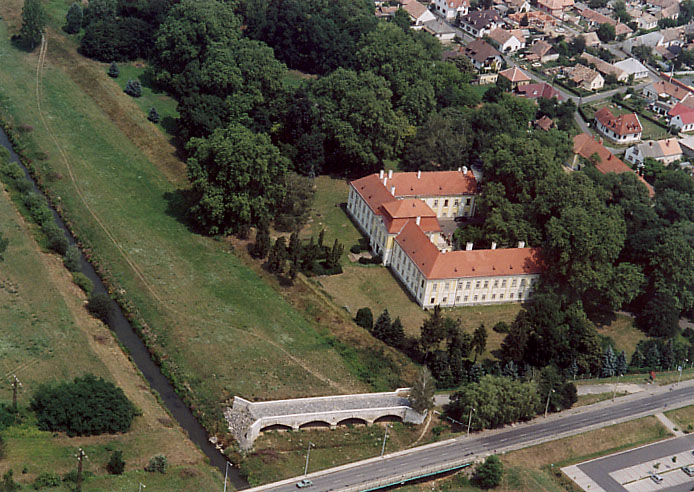
Flygfoto över Zalaszentgrót